# S. Sylvan Simon
S. Sylvan Simon (Chicago, 9 marzo 1910 – Beverly Hills, 17 maggio 1951) è stato un regista statunitense.

## Biografia
Nato a Chicago, figlio di un manager della Universal Film Exchange, studiò per lavorare nel mondo dello spettacolo e, dopo la laurea conseguita nel 1931, insegnò per un anno dizione e recitazione. Successivamente, nel 1935 iniziò a lavorare come talent-scout per la Warner Bros. Diventò regista nel 1937 lavorando più o meno fino al momento della morte prematura ed improvvisa all'età di 41 anni per un attacco di cuore.

## Filmografia parziale
- The Road to Reno (1938)
- Febbre nera (The Crime of Doctor Hallet) (1938)
- Dulcy  (1940)
- La prima notte in tre (Whistling in the Dark) (1941)
- Rio Rita  (1942)
- Il ritorno del lupo (Whistling in Dixie) (1942)
- Il difensore di Manila (Salute to the Marines) (1943)
- Il figlio di Lassie (Son of Lassie) (1945)
- Gianni e Pinotto a Hollywood (Abbott and Costello in Hollywood) (1945)
- Sangue ardente (The Trill of Brazil) (1946)
- Bascomb il mancino (Bad Bascomb) (1946)
- Io non t'ingano, t'amo! (I Love Trouble) (1947)
- Gli affari di suo marito (Her Husband's Affair) (1947)
- Lo strano Mr. Jones (The Fuller Brush Man) (1948)
- La sete dell'oro (Lust for Gold) (1949)